# Lilla Porsavattnet
Lilla Porsavattnet är en sjö i Laxå kommun i Västergötland och ingår i Motala ströms huvudavrinningsområde. Sjöns area är 0,004 kvadratkilometer och den är belägen 172 meter över havet.